# IF Björklöven
Der IF Björklöven ist ein schwedischer Eishockeyverein, der seit der Saison 2013/14 in der zweithöchsten schwedischen Liga, der Allsvenskan spielt. Das Team spielte bis 2001 15 Spielzeiten lang mit einigen Unterbrechungen in der Elitserien und wurde 1987 zum ersten und bisher einzigen Mal Schwedischer Eishockeymeister. Seine Heimspiele trägt der Club in der 5.400 Zuschauer fassenden Winpos Arena aus.

## Geschichte

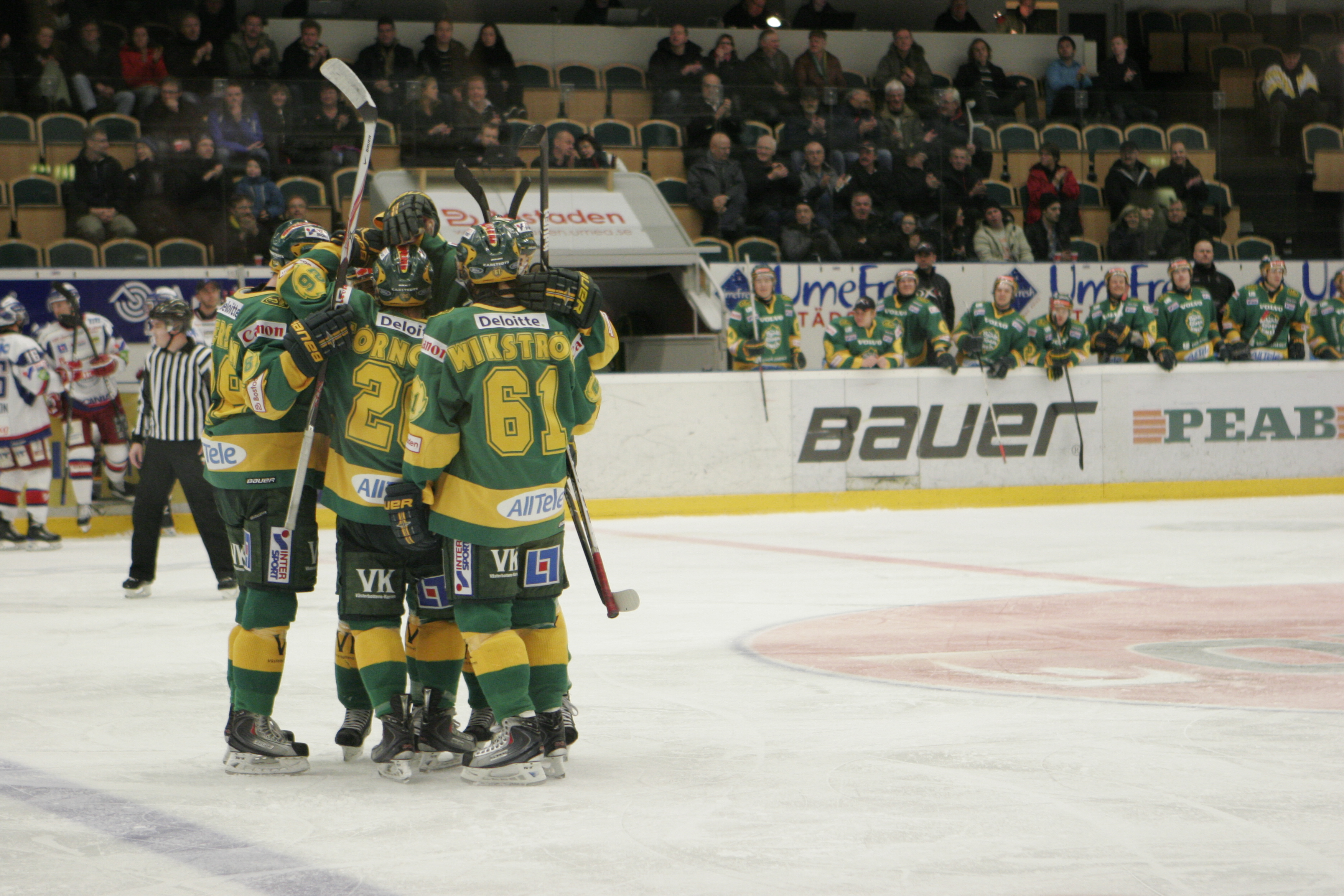
Spieler des IF Björklöven gegen den IK Oskarshamn (2010)

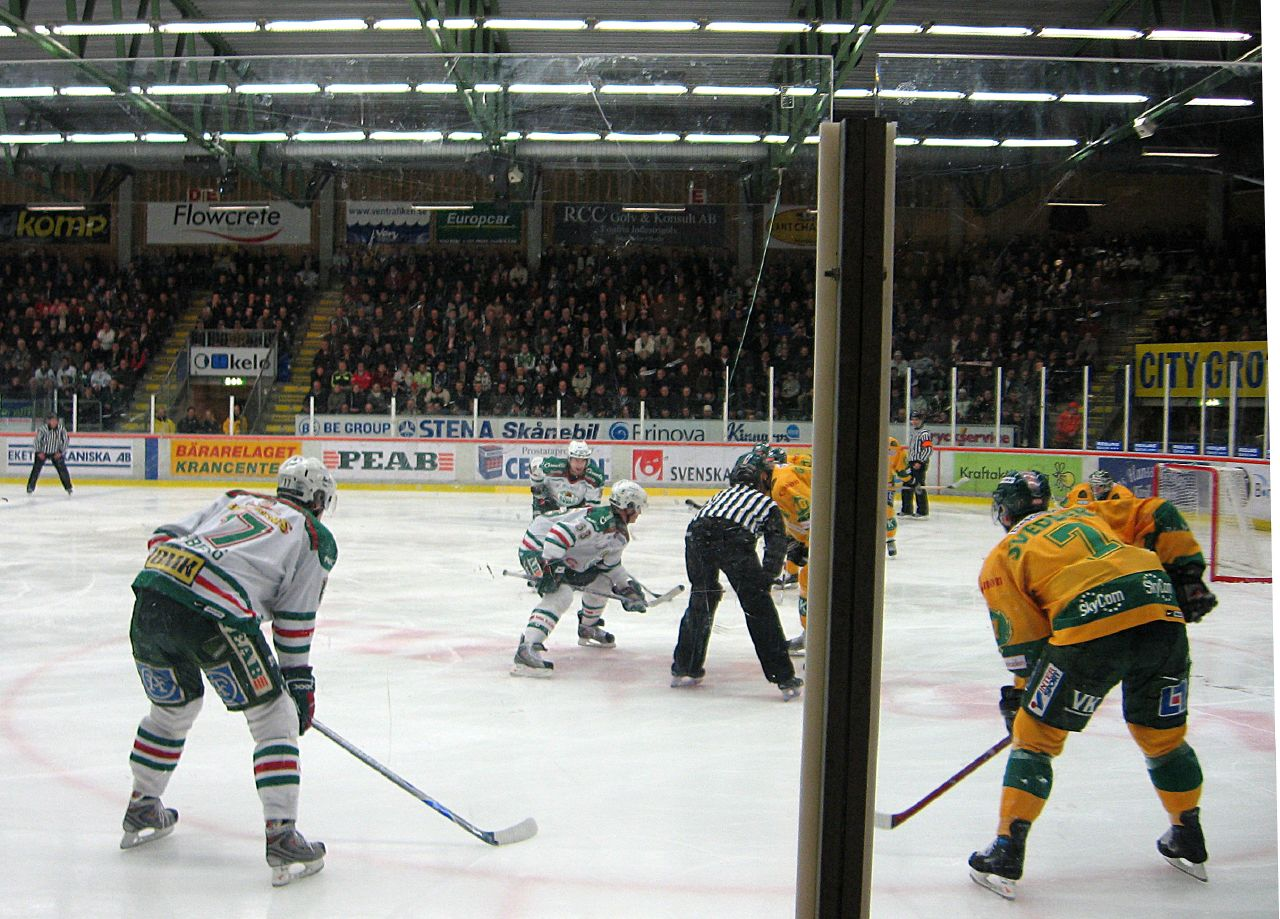
Spiel gegen den Rögle BK (2008)

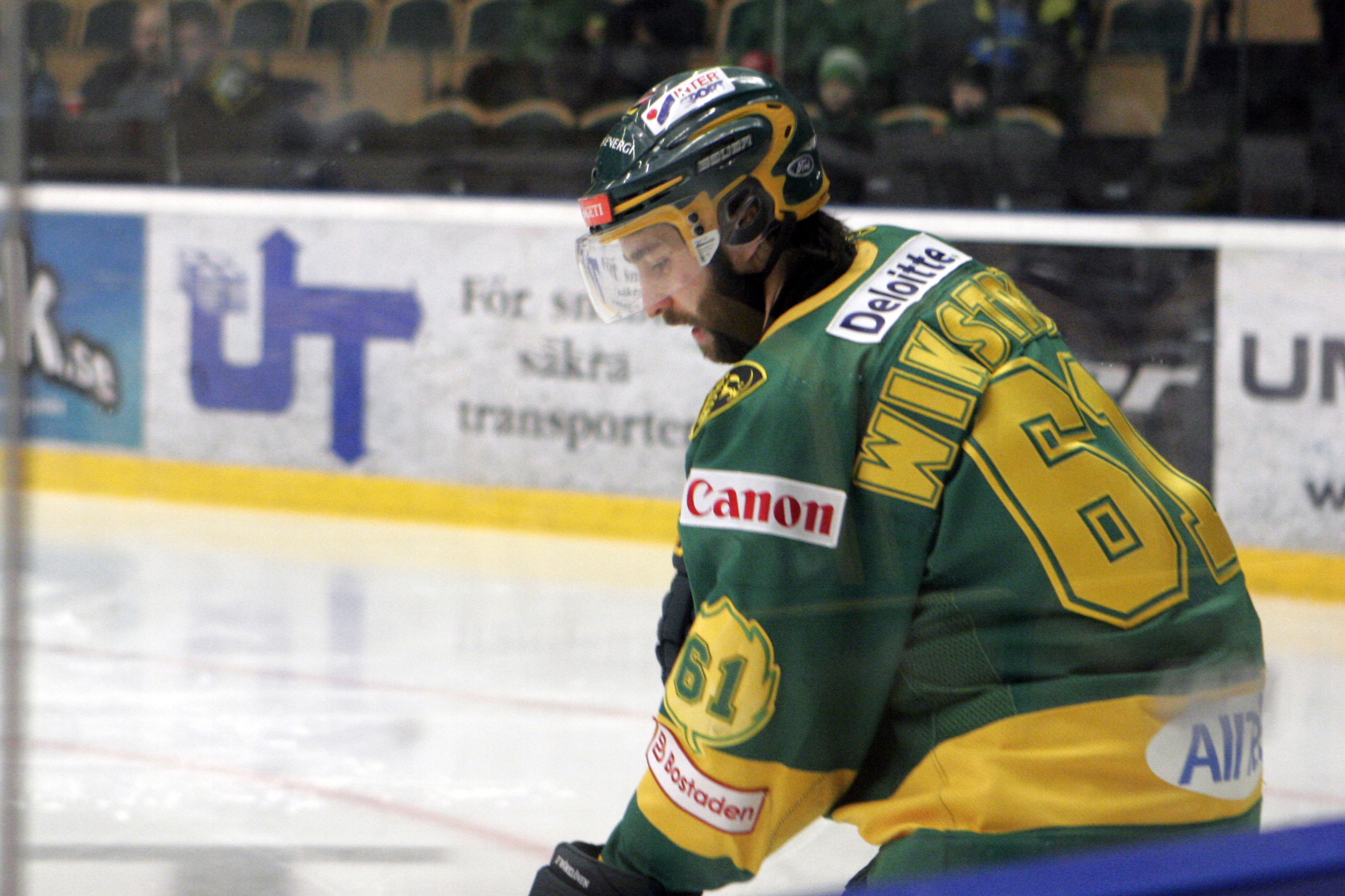
Johan Jarl

Der IF Björklöven wurde 1970 mit dem Zusammenschluss der Eishockeyabteilungen des IFK Umeå und des Sandåkerns SK, zwei renommierten schwedischen Eishockeyteams, gegründet. 1976 gelang der Aufstieg in die erste Liga, nach dem direkten Wiederab- und Aufstieg 1978 schaffte man es, sich in der Elitserien zu etablieren und zu einem der erfolgreichsten schwedischen Eishockeyteam der 1980er Jahre aufzusteigen.
Nach der Meisterschaft 1987 gelang im nächsten Jahr noch einmal die zweite Vizemeisterschaft nach 1982, doch schon am Ende der nächsten Saison folgte mit dem Abstieg in die zweite Spielklasse ein herber Rückschlag, von dem sich der Verein bis heute nicht mehr richtig erholen konnte. Stieg man auch in den 1990er Jahren mehrmals wieder in die Elitserien auf, gelang es dem Team jedoch nie, dauerhaft in der ersten Liga zu verbleiben.
Aufgrund finanzieller Probleme erhielt Björklöven in der Saison 2010/11 keine Lizenz für die Allsvenskan und stieg in die dritte Liga, die Division 1 ab. Am 5. April 2013 gelang der Wiederaufstieg in die Allsvenskan.

## Erfolge
- Schwedischer Meister 1987
- Vize-Meister 1982 und 1988
- Meister der Allsvenskan 1976, 1998, 2000, 2002 und 2020

## Heimspielstätte
Die Winpos Arena wird für die Heimspiele des Vereins genutzt. Das Gebäude wurde ursprünglich 1963 errichtet und als Umeå Ishall bezeichnet. 2001 wurde das Gebäude grundlegend saniert und die Kapazität von 4450 auf 6000 Zuschauer erweitert. Im Rahmen der Eröffnung wurde der Bau in Umeå Arena umbenannt. Seitdem wurde der Name mehrmals geändert und seit September 2021 heißt die Halle nach dem derzeitigen Sponsor Winpos Arena. Seit einem neuerlichen Umbau 2013 fasst die Arena nur noch 5400 Zuschauer. Den höchsten Zuschauerschnitt erreichte IF Björklöven in der Saison 1980/81, als durchschnittlich 4261 Zuschauer die Heimspiele des Vereins besuchten.

## Bekannte Spieler
| - Calle Johansson 1110 NHL-Spiele (119 Tore, 416 Assists) für die Washington Capitals und die Buffalo Sabres von 1987 bis 2003; Capitals Rekordspieler mit 983 Ligaspielen; Weltmeister 1991 und 1992 - Ulf Dahlén 966 NHL-Spiele (301 Tore, 354 Assists) für die New York Rangers, die Minnesota North Stars, die Dallas Stars, die San Jose Sharks, die Chicago Blackhawks und die Washington Capitals von 1987 bis 2003; Weltmeister 1998; Co-Trainer der Schwedischen Nationalmannschaft | - Calle Johansson 1110 NHL-Spiele (119 Tore, 416 Assists) für die Washington Capitals und die Buffalo Sabres von 1987 bis 2003; Capitals Rekordspieler mit 983 Ligaspielen; Weltmeister 1991 und 1992 - Ulf Dahlén 966 NHL-Spiele (301 Tore, 354 Assists) für die New York Rangers, die Minnesota North Stars, die Dallas Stars, die San Jose Sharks, die Chicago Blackhawks und die Washington Capitals von 1987 bis 2003; Weltmeister 1998; Co-Trainer der Schwedischen Nationalmannschaft | - Patrik Sundström 679 NHL-Spiele (219 Tore, 369 Assists) für die Vancouver Canucks und die New Jersey Devils von 1983 bis 1992; Zwillingsbruder von Peter Sundström - Peter Sundström 338 NHL-Spiele (61 Tore, 84 Assists) für die New York Rangers, die Washington Capitals und die New Jersey Devils von 1983 bis 1992; Zwillingsbruder von Patrik Sundström | - Patrik Sundström 679 NHL-Spiele (219 Tore, 369 Assists) für die Vancouver Canucks und die New Jersey Devils von 1983 bis 1992; Zwillingsbruder von Peter Sundström - Peter Sundström 338 NHL-Spiele (61 Tore, 84 Assists) für die New York Rangers, die Washington Capitals und die New Jersey Devils von 1983 bis 1992; Zwillingsbruder von Patrik Sundström |
| - Mats Abrahamsson - Torbjörn Andersson - Rolf Berglund - Hans Edlund - Per Edlund | - Jörgen Hermansson Meiste Spiele für Björklöven - Michael Hjälm - Hans Jax - Jesper Jäger - Ulf Lundström | - Matti Pauna - Tom Pietilä - Daniel Rahimi - Olle Rydfjäll - Tommy Sandlin Trainer 1983–86, 1990/91 | - Kjell Sundström - Jörgen Wikström - Rolf Älvero - Alexander Sundström - Fredrik Öberg |

### Gesperrte Nummern
- #9  Aleksandrs Belavskis (316 Tore für Björklöven)
- #23  Roger Hägglund
- #27  Tore Öqvist
- #17  Patrik Sundström

### Meistermannschaft 1987
| Torhüter: Jakob Gustavsson, Göte Wälitalo Verteidiger: Lars Karlsson, Roger Hägglund, Peter Andersson, Calle Johansson, Patric Åberg, Rolf Berglund, Torbjörn Andersson Stürmer: Matti Pauna, Tore Öqvist, Michael Hjälm, Ulf Dahlén, Peter Edström, Lars-Gunnar Pettersson, Peter Sundström, Mikael Andersson, Hans Edlund, Johan Törnqvist, Jon Lundström Trainer: Hans Lindberg |